# کیم مین-جون
این یک نام کره‌ای است؛ نام خانوادگی کیم است.
کیم مین-جون (کره‌ای: 김민준؛ زادهٔ ۲۴ ژوئیه ۱۹۷۶) بازیگر اهل کره جنوبی است. از آثاری که در آنها ایفای نقش کرده‌است می‌توان به هوارانگ: جوانان جنگجوی شاعر و این عشق بود؟ اشاره کرد.

## زندگی شخصی
کیم مین-جون در ۱۱ اکتبر ۲۰۱۹ با کوان دا-می، خواهر بزرگتر جی دراگون، ازدواج کرد. فرزند اول کیم و همسرش در ۴ فوریه ۲۰۲۲ که یک پسر است، به دنیا آمد.